# Происхождение жизни. От туманности до клетки
«Происхождение жизни. От туманности до клетки» — научно-популярная книга, написанная Михаилом Никитиным на русском языке. Книга была опубликована в 2016 году как совместный проект издательств «Альпина нон-фикшн» и Corpus и вошла в длинный список премии «Просветитель». Кандидат физико-математических наук Владимир Сурдин и доктор биологических наук Елена Наймарк стали научными редакторами книги.

## Содержание
Книга о возможных вариантах зарождения жизни на Земле. Автор подробно описывает планету, историю Солнечной системы, климат. Пишет о первичном бульоне, РНК-мире, теории о происхождении путей обмена веществ. Отвечает на вопрос о формировании окружающего мира, планет, значении углерода и почему именно на нем основана жизнь на нашей планете. В книге описывается исследование всех основных идей и гипотез, которые касаются происхождения земной жизни и что об этом думает современная наука. «Происхождение жизни. От туманности до клетки» представляет собой расширенную версию курса под названием «Происхождение жизни», который автор читал в Летней экологической школе.

## Критика
Автор «Рождения сложности» Александр Марков отмечает, что есть вероятность того, что читателям часто придется пользоваться поисковыми системами для лучшего понимания написанного в книге и незнакомых терминов, которые там часто встречаются. Некоторые страницы посвящены цепочкам химических реакций и формулам.
Частично информативность иллюстраций в книге потеряна из-за того, что они не цветные, а черно-белые.
В 2021 году книга получила высокие оценки экспертов программы «Всенаука» и Комиссии РАН по популяризации науки и попала в число научно-популярных книг, которые распространяются в электронном виде бесплатно для всех читателей.
По оценке рецензента Светланы Ястребовой, книга будет интересна для студентов биологических факультетов, специалистов по теории эволюции, преподавателей, для школьников и всех тех людей, которые интересуются физико-математическим и естественно-научным направлением.